# Elizabeth Dulau
Elizabeth Dulau (?, 1995 –) brit színésznő. Legismertebb szerepei Kleya Marki az Andor című Csillagok háborúja-sorozatból, valamint Dr. Louise Pennycook az ITV Maternal című orvosi drámasorozatából. Látható volt még A láthatatlan fény című háborús drámasorozatban is, a Wicked című Oscar-díjas fantasyfilmben pedig a szinkronhangját kölcsönözte.

## Fiatalkora és tanulmányai
A University of Nottingham-en szerzett környezettudományi diplomát. Ezt követően a Royal Academy of Dramatic Art tanulója volt, ahol 2020-ban diplomázott színészetből. Mialatt tanulmányait végezte, számos színpadi darabban szerepelt, mint a Bunbury, avagy Szilárdnak kell lenni, a Julius Caeasar, a Lear király, a The Laramie Project, az Oresteia, a The Provoked Wife, és a Stoning Mary.

## Pályafutása
Azt követően, hogy megszerezte színészi diplomáját, Dulau két rövidfilmben volt látható (Hard Pass és Grapes), amelyekben együtt szerepelt Saura Lightfoot-Leonnal, RADA-beli osztálytársával.
Még ebben az évben megkapta első komoly szerepét, amikor leszerződtették a 2022-től 2025-ig vetített Andor című Csillagok háborúja kémthriller-sorozatba, Kleya Marki szerepére. A sorozat alkotója, Tony Gilroy elárulta, hogy Dulau tehetségére Nina Gold szereplőválogató figyelt fel, és azután ajánlotta be őt az utolsó pillanatban, miután két, komolyabb munkássággal rendelkező színésznő is visszamondta a szerepet. Szerepe szerint Marki a lázadó géniusz, Luthen Rael régiségbolti asszisztense, és egyben jobbkeze a titkos lázadó műveletek során. Raelt Stellan Skarsgård elismert svéd színész alakítja, akivel Dulau együtt volt meghallgatáson. Miután a karaktere a sorozat első évadában 7 epizódban volt látható, és inkább még csak mellékszereplőnek számított, a 2025-ben bemutatott második évadban 9 epizódban tűnt fel, immár sokkal jelentősebb szerepben. Dulau alakítása a kritikusok és a nézők részéről is meglehetősen pozitív fogadtatásban részesült.
Az Andor első évadának forgatási munkáit követően Dulau 2022 áprilisában debütált a tévéképernyőn (az Andort csak az év második felében mutatták be) a Gentleman Jack című BBC One/HBO sorozat egyik vendégszereplőjeként. Emellett feltűnt (szintén vendégszerepben) a Törvényen kívül BBC One/Amazon Prime dark comedy sorozat második évadának első epizódjában, amely 2022 júniusában jelent meg.
Dulau ezt követően csatlakozott a Maternal című ITV-s orvosi drámasorozat szereplőgárdájához, amely produkció 2023 elején debütált. Dr. Louise Pennycook karakterét alakította, és a széria egyetlen évadának mind a hat részében látható volt. Az év későbbi szakaszában Dulau kisebb szerepben tűnt fel A láthatatlan fény című, netflixes történelmi drámasorozatban, ahol a francia ellenállás egyik harcosát alakította. 2024-ben a Wicked című, nagy sikerű és több Oscar-díjat is nyert fantasyfilmben szinkronszínészként és egyúttal első egész estés nagyjátékfilmes szerepében is debütált, ahol a tarka szarvas karakterének kölcsönözte a hangját. A Netflix 2025-ben megjelenő történelmi drámasorozatában, a House of Guinness-ben szintén szerepelni fog.
2021-ben Dulau profi színpadi színészként is debütált a Young Vic színházban, ahol Yolandi szerepében volt látható a Klippies című darabban. Három évvel később az ausztrál The Bleeding Tree darabban játszotta el Ida szerepét a Southwark Playhouse-ban.

## Filmográfia
| Év        | Magyar cím (Eredeti cím)                         | Szerep               | Megjegyzés                                          |
| --------- | ------------------------------------------------ | -------------------- | --------------------------------------------------- |
| 2020      | Grapes                                           | Nina                 | rövidfilm                                           |
| 2020      | Hard Pass                                        |                      | rövidfilm                                           |
| 2022      | Gentleman Jack                                   | Catherine Rawson     | 2 epizód                                            |
| 2022      | Törvényen kívül (The Outlaws)                    | Lesley               | 1 epizód                                            |
| 2022−2025 | Andor                                            | Kleya Marki          | főszereplő, 16 epizód; magyar hangja Faluvégi Fanni |
| 2023      | Maternal                                         | Dr. Louise Pennycook | 6 epizód                                            |
| 2023      | A láthatatlan fény (All the Light We Cannot See) | Jacqueline Blanchard | 2 epizód                                            |
| 2024      | Wicked                                           | tarka szarvas        | szinkronhang                                        |
| 2025      | House of Guinness                                | Lady Henrietta       | minisorozat                                         |

### Színházi szerepei
- The Bleeding Tree – Ida
- Klippies – Yolandi
- The Importance of Being Earnest – Lady Bracknell
- Julius Caesar – Portia
- King Lear – Duke of Cornwall
- The Laramie Project

## Fordítás
- Ez a szócikk részben vagy egészben  az   Elizabeth Dulau című angol Wikipédia-szócikk ezen változatának fordításán alapul.  Az eredeti cikk szerkesztőit annak laptörténete sorolja fel. Ez a jelzés csupán a megfogalmazás eredetét és a szerzői jogokat jelzi, nem szolgál a cikkben szereplő információk forrásmegjelöléseként.